# Aguiarnópolis
Aguiarnópolis är en kommun i Brasilien.   Den ligger i delstaten Tocantins, i den centrala delen av landet, 1 000 km norr om huvudstaden Brasília. Antalet invånare är 5 158.
Omgivningarna runt Aguiarnópolis är huvudsakligen savann. Runt Aguiarnópolis är det glesbefolkat, med 9 invånare per kvadratkilometer.